# Manuel Rojas (Schriftsteller)

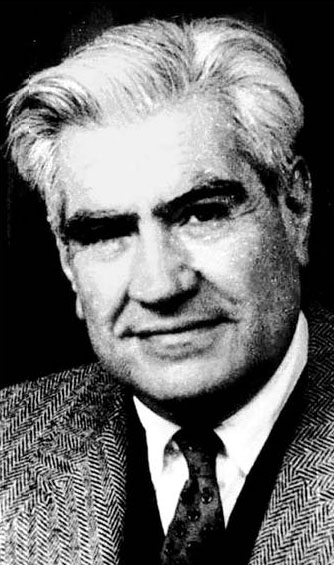
Manuel Rojas

Manuel Rojas (* 8. Januar 1896 in Buenos Aires; † 11. März 1973 in Santiago de Chile) war ein chilenischer Journalist und Schriftsteller.

## Leben
Nach ersten Jahren in Argentinien wechselte Rojas’ Familie 1899 nach Chile. Nach dem Tod des Vaters (Manuel Rojas Córdova) übersiedelte die Mutter Rojas’ (Nadia Ahumada Kalasic) jedoch wieder nach Buenos Aires, wo Rojas in der Folge seine Schulzeit verbrachte. Mit sechzehn kehrte er auf eigene Faust nach Chile zurück, fand Anschluss in intellektuelle und anarchistische Kreise und schlug sich zunächst als ungelernter Arbeiter durch. Viele der Charaktere, die er in diesen unsteten Jahren kennenlernte, tauchten später als Romanfiguren in seinem literarischen Werk auf. 1921 veröffentlichte Rojas erste Gedichte. Unter dem Pseudonym Pedro Norte schrieb er eigene Prosa für die Zeitschriften Las Últimas Noticias und El Tiempo und veröffentlichte Literaturkritiken in Noticias de Última Hora. Mit seinen Werken Laguna und El Hombre de Ojos Azules nahm er an Literaturwettbewerben teil. 1929 verlieh ihm die Universität von Concepción den Literaturpreis Premio Atenea und die Universidad de Chile den Preis Premio Marcial Martínez. Höhepunkt seiner literarischen Karriere war 1957 die Verleihung des Premio Nacional de Literatura de Chile. Zuletzt lehrte er chilenische und amerikanische Literatur an der Universidad de Chile. Er starb am 11. März 1973 in Santiago.
Zu Ehren von Rojas wird seit 2012 der Premio Iberoamericano de Narrativa Manuel Rojas vergeben.

## Werk
Zentrales Thema Rojas’ war zeitlebens Elend, Ausgrenzung und Verlorenheit der chilenischen Arbeiterklasse. Dabei unterschied sich sein Werk jedoch durch eine erheblich größere Komplexität in der Darstellung existentieller und psychologischer Verwicklungen im Vergleich zu früheren literarischen Strömungen, wie zum Beispiel des Criollismo und des Mundonovismo, die weit weniger auf die Individualität des Einzelnen eingingen. Zu seinen wichtigsten Werken zählen:

### Romane
- Lanchas en la bahía, 1932
- La ciudad de los Césares, 1936
- Hijo de ladrón, 1951
- Mejor que el vino, 1958
- Punta de rieles, 1960
- Sombras contra el muro, 1964
- La oscura vida radiante, 1971

### Erzählungen
- Hombres del Sur, 1926
- El Delincuente, 1929
- El Bonete Maulino, 1943
- Imágenes de infancia, 1955
- The glass of milk, 1927

### Gedichte
- Poéticas, 1921
- Tonada del transeúnte, 1927
- Travesía, 1934
- Desecha rosa, 1954

### Aufsätze
- De la poesía a la revolución, 1938
- José Joaquin Vallejo, 1942
- Chile:cinco navegantes y un astrónomo, 1956
- Los costumbristas chilenos, 1957
- El árbol siempre verde, 1960
- Antología autobiográfica, 1962
- Esencias del pais chileno, 1963
- Historia Breve de la literatura chilena, 1964
- Pasé por México un dia, 1964
- Manual de literatura chilena, 1964
- Viaje al país de los profetas, 1969
- Justo Arteaga Alemparte, 1974

## Deutsche Übersetzungen
- Der Sohn des Diebes (Hijo de ladrón), Suhrkamp (1993), ISBN 3-518-38718-9